# No Savety Pin Sex E.P.
No Savety Pin Sex E.P. – album niemieckiego muzyka Aleca Empire sygnalizowany jako minialbum, wydany w 1997 roku przez Digital Hardcore Recordings. Jest to jedyny album muzyka wydany pod pseudonimem No Safety Pin Sex.

## Lista utworów
1. "You Lose Your Soul" - 0:29
2. "What Are You Talking About?" - 5:01
3. "Fuck It Up for Everybody!" - 3:58
4. "Deep and Black" - 2:27
5. "Don't Talk About the Shit Over the Phone" - 4:50
6. "She is Not Finished Yet" - 2:39
7. "I Want Action" - 7:28
8. "Damned and Hardcore" - 4:00
9. "Dictation" - 0:34
10. "Rough It Up" - 7:57